# Александр Константинович (князь углицкий)
Александр Константинович (1286 — до 1307) — князь Углицкий. Старший сын князя Ростовского Константина Борисовича.Занял Углицкий княжий престол в 1294 году после смерти дяди Дмитрия Борисовича и отъезда отца Константина Борисовича княжить в Ростов.